# Rhopalodes vexillata
Rhopalodes vexillata là một loài bướm đêm trong họ Geometridae.